# 5e cérémonie des César
La 5e cérémonie des César du cinéma, dite aussi Nuit des César,  récompensant les films sortis en 1979, s'est déroulée le 2 février 1980 à la salle Pleyel.
Elle fut présidée par Jean Marais et retransmise sur Antenne 2, commentée par France Roche.

## Présentateurs et intervenants
- Robert Enrico, président de l'Académie des arts et techniques du cinéma
- Jean Marais, président de la cérémonie
- Pierre Tchernia, Thierry Le Luron, Romy Schneider, maîtres de cérémonie
- Jerry Lewis pour le César d'honneur à Louis de Funès
- Ginger Rogers[1],[2]

## Palmarès

### César du meilleur film
- Tess de Roman Polanski
  - Clair de femme de Costa-Gavras
  - Don Giovanni de Joseph Losey
  - I… comme Icare de Henri Verneuil

### César du meilleur film étranger
- Manhattan de Woody Allen
  - Apocalypse Now de Francis Ford Coppola
  - Hair de Miloš Forman
  - Le Tambour de Volker Schlöndorff

### César du meilleur acteur
- Claude Brasseur pour La Guerre des polices
  - Patrick Dewaere pour Série noire
  - Yves Montand pour I… comme Icare
  - Jean Rochefort pour Courage fuyons

### César de la meilleure actrice
- Miou-Miou pour La Dérobade
  - Nastassja Kinski dans Tess 
  - Dominique Laffin dans La femme qui pleure
  - Romy Schneider dans Clair de femme

### César du meilleur acteur dans un second rôle
- Jean Bouise pour Coup de tête
  - Michel Aumont pour Courage fuyons
  - Bernard Giraudeau pour Le Toubib
  - Bernard Blier pour Série noire

### César de la meilleure actrice dans un second rôle
- Nicole Garcia pour Le Cavaleur
  - Dominique Lavanant pour Courage fuyons
  - Maria Schneider pour La Dérobade
  - Myriam Boyer pour Série noire

### César du meilleur réalisateur
- Roman Polanski pour Tess
  - Costa-Gavras pour Clair de femme
  - Jacques Doillon pour La Drôlesse
  - Joseph Losey pour Don Giovanni

### César du meilleur scénario original ou adaptation
- Bertrand Blier pour Buffet froid
  - Jacques Doillon pour La Drôlesse
  - Didier Decoin et Henri Verneuil pour I… comme Icare
  - Alain Corneau et Georges Perec pour Série noire

### César de la meilleure musique
- Georges Delerue pour L'Amour en fuite
  - Vladimir Cosma pour La Dérobade
  - Ennio Morricone pour I… comme Icare
  - Philippe Sarde pour Tess

### César de la meilleure photographie
- Ghislain Cloquet pour Tess
  - Nestor Almendros pour Perceval le Gallois
  - Bruno Nuytten pour Les Sœurs Brontë
  - Jean Penzer pour Buffet froid

### César des meilleurs décors
- Alexandre Trauner pour Don Giovanni
  - Pierre Guffroy pour Tess
  - Théobald Meurisse pour Buffet froid
  - Jacques Saulnier pour I… comme Icare

### César du meilleur son
- Pierre Gamet pour Clair de femme
  - Alain Lachassagne pour Martin et Léa
  - Jean-Pierre Ruh pour Perceval le Gallois
  - Pierre Lenoir pour Retour à la bien-aimée

### César du meilleur montage
- Reginald Beck pour Don Giovanni
  - Thierry Derocles pour Série noire
  - Henri Lanoë pour Le Cavaleur
  - Claudine Merlin pour Buffet froid et Les Sœurs Brontë

### César du meilleur court-métrage d'animation
- Demain la petite fille sera en retard à l'école de Michel Boschet
  - Barbe Bleue d'Olivier Gillon
  - Les Troubles fête de Bernard Palacios

### César du meilleur court-métrage de fiction
- Colloque de chiens de Raul Ruiz
  - Nuit féline de Gérard Marx
  - Sibylle de Robert Cappa

### César du meilleur court-métrage documentaire
- Petit Pierre d'Emmanuel Clot
  - Georges Demenÿ de Joël Farges
  - Le Sculpteur parfait de Rafi Toumayan
  - Panoplie de Philippe Gaucherand

### César d'honneur
- Pierre Braunberger
- Louis de Funès
- Kirk Douglas

À noter qu'un extrait de L'Avare, film de Louis de Funès, est projeté avant que l'acteur ne reçoive son César d'honneur, près d'un mois avant la sortie en salles du film.

## Palmarès des meilleures chansons françaises de film
Un référendum désigne les 10 meilleures chansons françaises extraites des bandes originales :
1. Les Feuilles mortes de Jacques Prévert et Joseph Kosma pour Les Portes de la nuit
2. Je chante de Charles Trénet pour le film éponyme
3. Les Parapluies de Cherbourg de Michel Legrand et Jacques Demy pour le film éponyme
4. Un homme et une femme de Francis Lai et Pierre Barouh pour le film éponyme
5. Sous les toits de Paris de René Nazelles, René Clair et Raoul Moretti pour le film éponyme
6. La Chanson de Lara de Maurice Jarre pour Le Docteur Jivago
7. La Complainte de la butte de Georges van Parys et Jean Renoir pour French Cancan
8. Un jour tu verras de Marcel Mouloudji et Georges van Parys pour Secrets d'alcôve
9. Parlez-moi d'amour de Jean Lenoir pour le film éponyme
10. Les enfants qui s'aiment de Jacques Prévert et Joseph Kosma pour Les Portes de la nuit